# AMG-1915

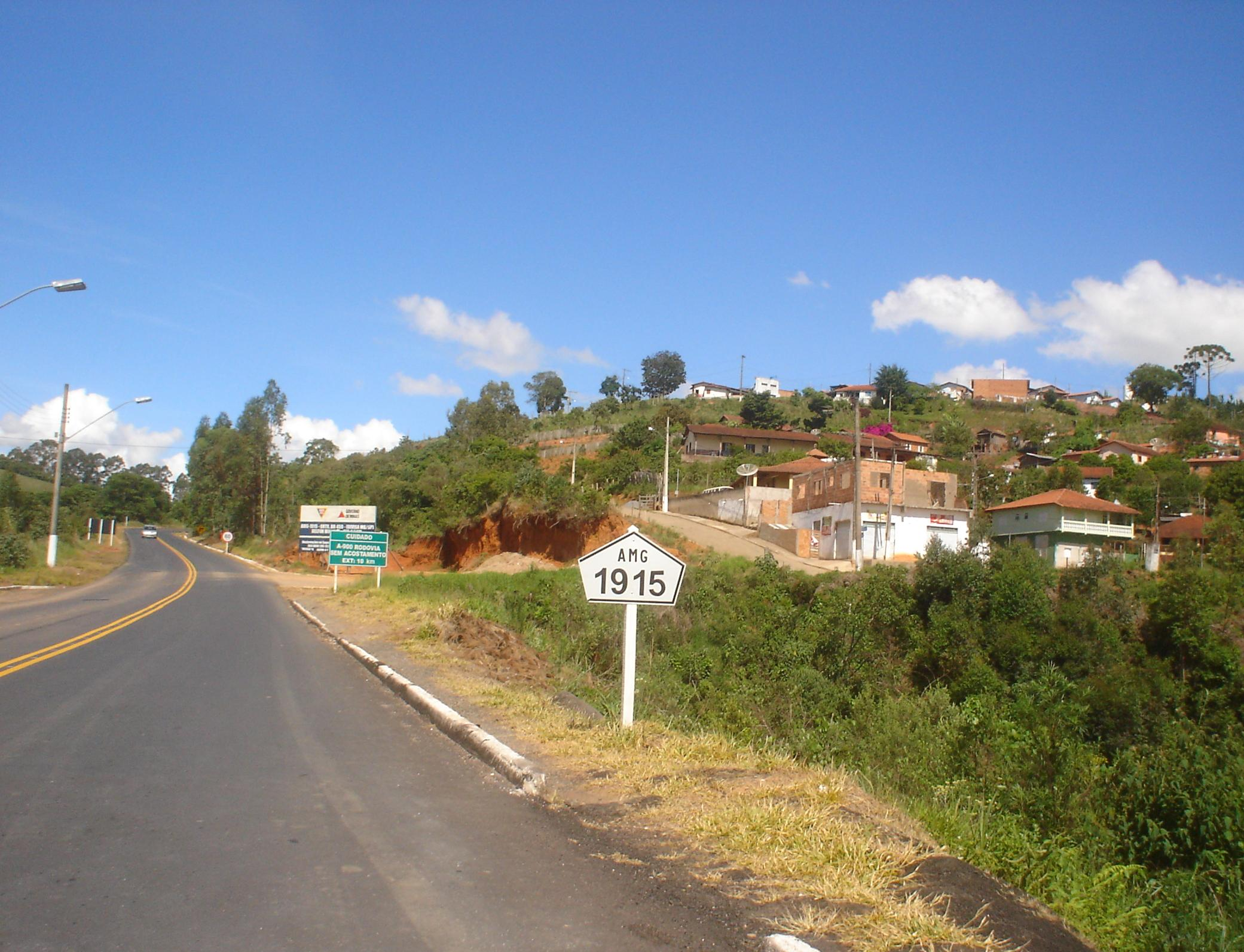
Entroncamento da rodovia AMG-1915 com a MG-350 em Delfim Moreira.

AMG-1915 é uma rodovia brasileira do estado de Minas Gerais,  localizada no município de Delfim Moreira, que liga a BR-459 à rodovia MG-350. Apesar de sua extensão ser de apenas 9 km, a rodovia AMG-1915 tem trânsito intenso de veículos, por facilitar a ligação da Rodovia Presidente Dutra à Rodovia Fernão Dias e por dar acesso ao Pico dos Marins e ao circuito turístico das Terras Altas da Mantiqueira.
Por localizar-se na região da Serra da Mantiqueira, seu traçado é bastante sinuoso e apresenta trechos com declives acentuados.